# Quarticello
Quarticello war das Viertelmäßchen und als Volumenmaß der vierte Teil des Quarto. Verschiedene Getreide- und Flüssigkeitsmaße und Gewichte in Spanien und ehemaligen südamerikanischen Kolonien, Kanarischen Inseln, mehreren italienischen Staaten wurden so bezeichnet.
Es war ein Getreidemaß und Ölmaß sowie Gold- und Silbergewicht. 